# El Progreso, Palenque
El Progreso är en ort i Mexiko.   Den ligger i kommunen Palenque och delstaten Chiapas, i den sydöstra delen av landet, 800 km öster om huvudstaden Mexico City. El Progreso ligger 355 meter över havet och antalet invånare är 819.
Terrängen runt El Progreso är huvudsakligen kuperad, men söderut är den bergig. Runt El Progreso är det ganska tätbefolkat, med 54 invånare per kvadratkilometer. Närmaste större samhälle är Belisario Domínguez, 18,4 km nordväst om El Progreso. I omgivningarna runt El Progreso växer i huvudsak städsegrön lövskog.